# Aspidoscelis guttatus
Aspidoscelis guttatus es una especie de lagarto del género Aspidoscelis, familia Teiidae, orden Squamata.

## Distribución
Se distribuye por México: Veracruz, Oaxaca y Guerrero hasta Chiapas.

## Taxonomía
Fue descrita por Wiegmann en 1834.
Tratamiento taxonómico
La especie aparece registrada y publicada en Herpetologia Mexicana, seu descriptio amphibiorum novae hispaniae , quae itineribus comitis de Sack, Ferdinandi Deppe et Chr. Guil. Schiede im Museum Zoologicum Berolinense Pervenerunt. Pars prima, saurorum species. Berlin, Lüderitz, iv + 54 pp.